# Gari (músico)
Gari, su nombre completo es Iñaki Igon Garitaonaindia Murgiondo (Legazpi, Guipúzcoa, 18 de julio de 1963) es un cantante vasco de rock y pop. Tras ser el cantante del grupo Hertzainak, ha seguido su carrera en solitario.

## Biografía
Inició su carrera musical en el grupo Zíper y en 1983 entró al grupo Hertzainak. Se convirtió en la voz principal del grupo Hertzainak durante una década entera, y, con el adiós del grupo, comenzó su recorrido musical en solitario. Con el nombre artístico de Gari ha grabado cuatro discos en estudio y uno en directo; además de participar en varias obras musicales colectivas. Sus características principales son unas gafas de sol, un sombrero negro, la voz rasgada y, sobre todo, un gran carisma sobre los escenarios.
Fue el cantante del grupo de Legazpi Zíper durante unos años, grupo en el que predominaban el rock-and-roll y rock del duro. El grupo Zíper no grabó ningún disco.
En el 1983 entró al grupo Hertzainak, sustituyendo a Xabier Montoia, y aportó la fuerza y la provocación que derrochaba sobre el escenario. No fue fundador del grupo, pero junto con Josu Zabala, fue la cara principal del grupo. Con el grupo Hertzainak grabó ocho discos, hasta su disolución en 1991.
En el 1993, retomó su carrera musical, tras dos años de silencio. 
En los primeros años del grupo Hertzainak el rock y el punk fueron las notas musicales predominantes, pero después nuevas tendencias, el pop, los sonidos folk y de otro tipo fueron apareciendo en su discografía. Como solista, sin embargo, el rock ha sido su estilo principal. De ese modo, en el 1995, tras dar varios conciertos en solitario, comenzó a grabar su primer disco en el estudio Lorentzo Records. Victor Celada (a la batería), Fran Iturbe (a la guitarra) y Mikel Irazoki (con el bajo) son los músicos que le acompañaron a Gari en aquel primer disco (Elkar, 1995). Es ese disco donde aparecen algunas de sus canciones más emblemáticas: "Amets" ('Sueño'), "Astiro eta amorruz" ('Despacio y con rabia'), "Apar urrunak" ('Espumas lejanas').
El segundo disco de estudio fue una continuación del primero. Eguzki berritan zaude (Elkar, 1997) fue su título y salió a la luz dos años después del primer disco. Mantuvo a los colaboradores principales y llevó a muchos más al estudio: Karlos Mahoma (RIP), Roberto Moso (Zarama), el bertsolari Jon Maia, Josu Zabala, Bingen Mendizabal, entre otros. Tan pronto publicó ese segundo disco, Gari comenzó a pensar en nuevos caminos. Así, expresó en público que en los siguientes discos utilizaría tanto el castellano y como el euskera. Encendió muchos comentarios con ello, pero Gari había tomado una decisión, y sus primeras canciones en castellano ("Hablando sólo", "Amanece", "No es fácil" y "Tan lejos") llegaron en un disco en directo: Gari ta otoitz gure alde (Iparretarrak Records, 2002). Las canciones las preparó con tres jóvenes músicos de Zaldibar (Vizcaya), y las grabó en el Kafe Antzokia de Bilbao, el 10 de enero de 2002, en directo. El disco se vendió junto al periódico Gara.[cita requerida]
Ese disco trajo el final de una época. Gari dejó el País Vasco y la música, y se fue a Perú por una temporada. Estuvo un año viviendo en la selva peruana –"en el infierno", en sus propias palabras–, pero continuó componiendo canciones. Al volver de allí, grabó otro disco. Lo título de una manera significativa: 0-tik (Elkar, 2005). De algún modo, fue un nuevo comienzo. Él lo explicó de esta manera: 'Para poder sacar a delante los discos anteriores, tuve que caminar por senderos difíciles. Ahora todo han sido facilidades, porque yo mismo también lo he facilitado. Tanto en el campo artístico como en el personal, he sido siempre muy peleón, he estado demasiado tiempo metido en las trincheras, y ahora lo llevó de otra manera'. Grabó ese trabajo nuevo con músicos de jazz, y, en cuanto a música, aunque siguió haciendo pop-rock, incluyó ritmos negros, bossa nova y un ambiente más alegre y bailable. En ese disco también, había canciones en castellano y en euskera.[cita requerida]
El siguiente disco de Gari fue Esperantzara kondenatua (Elkar, 2007). El sonido de guitarra es más evidente en ese trabajo, porque de nuevo tocó con músicos de rock. Para las letras de las canciones acudió, como es su costumbre, a escritores y poetas: Jon Benito, José Luis Padron y Jon Maia (quien tiene letras en todos los discos de Gari). Es reseñable que en la canción que dio nombre colaboró el cantante gallego Iván Ferreiro (exmiembro del grupo Los Piratas), y que en el trabajo de diseño del disco participó Alberto García-Alix con sus imágenes para ilustrar el disco (que fue Premio Nacional de Fotografía en España).
En diciembre de 2008 la cantante estadounidense Patti Smith ofreció un recital de poesía en le museo Artium de Vitoria y Gari le acompañó a la guitarra. Un mes después, el 15 de enero de 2009, Gari dio el último concierto en una larga temporada en la sala Bilborock, rodeado de muchos colegas. Antes retirase, sin embargo, dejó grabado el disco 16 lore (Elkar), que contenía una nueva garbación de temas de sus tiempo en el grupo Hertzainak como de sus discos en solitario.
Tanto en los conciertos en directo, como en los trabajos de estudio, muchos músicos han acompañado a Gari. Entre otros: Natxo Beltran (Atom Rhumba), Fran Iturbe (Bide Ertzean), David González (Cobra, PI.L.T., Berri Txarrak...), Ekain Elortza (Seiurte, Dinero...), Miguel Moyano, Karlos Aranzegi (Bide Ertzean, Mikel Erentxun), Mikel Azpiroz (Lau Behi), Bingen Mendizabal, Victor Celada (batería) y Mikel Irazoki (bajo) y otros. También le han ayudado en las letras de sus canciones: además de los anteriormente citados, entre otros, Bernardo Atxaga, Igor Elortza, Asier Serrano (Lorelei), Edorta Jiménez, Mikel Lasa, Kepa Murua y Roberto Moso han escrito para Gari.
Aunque no son muchos, se puede escuchar la voz de Gari en otros discos: en el disco Ekiozu del grupo Seiurte; con el grupo Platero y Tú, etc. A su vez, ha colaborado en discos homenaje a Lauaxeta y el músico francés Serge Gainsbourg, y como encargo de la radio Euskadi Gaztea, escribió la canción de su décimo quinto aniversario.

## Discografía

### Hertzainak
- Hertzainak (1984, Soñua)
- Hau dena aldatu nahi nuke (1985, Soñua)
- Salda badago (1988, Elkar)
- Amets prefabrikatuak (1990, Oihuka)
- Mundu berria daramagu bihotzean (1991, Aketo) Maxi
- Zuzenean (1991, Aketo)
- Denboraren orratzak (1992, Oihuka)

### Gari
- Gari (1995, Elkar)
- Eguzki berrian zaude (1997, Elkar)
- Gari ta otoitz gure alde (2002), disco en directo
- 0-tik (2004, Elkar)
- Esperantzara kondenatua (2007, Elkar)
- 16 lore (2009, Elkar)
- Ez da amaiera (2013, Elkar)
- Estutu (2016, Elkar)
- Beste denbora batean (2018)[3]

## Colaboraciones
- Ehungarrenean hamaika. Lauaxeta 2005 (2005, Gaztelupeko Hotsak)
- Gainsbourg gainbegiratuz (2008, Gaztelupeko Hotsak)
- Hala Bedi irratia 30 urte kolpez kolpe! (2013, Bonberenea Ekintzak)
- Lou Reed, mila esker (2014)